# Ясіна Ірина Євгенівна
Ірина Євгенівна Ясина рос. Ясина Ирина Евгеньевна (18 травня 1964, Москва, РРФСР) — російський економіст, публіцист, правозахисник, в 2008–2011 роках — член Ради при Президентові Російської Федерації з розвитку громадянського суспільства і прав людини. Батько — колишній міністр економіки Росії Євген Ясін.
Відома своїми виступами на захист прав інвалідів.
У минулому — директор фонду, утвореного підприємцем Михайлом Ходорковським, директор програм фонду «Відкрита Росія», керівник Клубу регіональної журналістики, начальник департаменту громадських зв'язків Банку Росії, віце-президент фонду «Ліберальна місія», член «Комітету 2008».

## Громадянська позиція
У березні 2014 року, після російської інтервенції в Україну, разом з рядом інших відомих діячів науки і культури Росії висловила свою незгоду з політикою російської влади в Криму. Свою позицію вони виклали у відкритому листі.